# París-Roubaix 1900
La 5.ª edición de la París-Roubaix tuvo lugar el 16 de abril de 1900 y fue ganada por el francés Emile Bouhours. La prueba contó con 269 kilómetros y el vencedor la finalizó en 7h 10' 30" lo que supone 37,491 km/h de media.  

## Clasificación final
| Posición | Ciclista              | Equipo | Tiempo       |
| -------- | --------------------- | ------ | ------------ |
| 1        | Émile Bouhours        | -      | 7h 10' 30"   |
| 2        | Josef Fischer         | -      | + 18' 00"    |
| 3        | Maurice Garin         | -      | + 38' 30"    |
| 4        | Lucien Itsweire       | -      | + 56' 30"    |
| 5        | Oscar Lepoutre        | -      | + 1h 55' 30" |
| 6        | Edouard Simon         | -      | + 3h 29' 30" |
| 7        | Edmond Dubreucq       | -      | + 3h 37' 30" |
| 8        | Hyppolite Aucouturier | -      | + 4h 01' 30" |
| 9        | Emile Paigie          | -      | + 5h 04' 30" |
| 10       | Lucien Pothier        | -      | + 5h 39' 30" |